# فرودگاه هلسینکی
فرودگاه هلسینکی (به انگلیسی: Helsinki Airport) (به زبان بومی: Helsinki-Vantaan lentoasema) یک فرودگاه همگانی مسافربری با کد یاتا HEL است که یک باند فرود آسفالت دارد و طول باند آن ۳۴۴۰ متر است. این فرودگاه در شهر هلسینکی کشور فنلاند قرار دارد و در ارتفاع ۵۵ متری از سطح دریا واقع شده‌است.

## شرکت‌های هواپیمایی و مقصدهای پروازی
| شرکت‌های هواپیمایی                                    | مقصدهای پروازی | پایانه   |
| ---------------------------------------------------- | --- | -------- |
| اژین ایرلاینز                                        | فصلی: فرودگاه بین‌المللی آتن چارتر فصلی: فرودگاه بین‌المللی جزیره کوس | ۱        |
| آئروفلوت                                             | فرودگاه بین‌المللی شرمتیوو | ۲        |
| ایربالتیک                                            | فرودگاه بین‌المللی ریگا، فرودگاه بین‌المللی ویلنیوس | ۱        |
| ایرست                                                | فرودگاه پوری | ۲        |
| هواپیمایی ارکیا                                      | فصلی: فرودگاه بین‌المللی بن گوریون | ۲        |
| بلاویا                                               | فرودگاه بین‌المللی مینسک | ۲        |
| بریتیش ایرویز                                        | فرودگاه هیترو لندن | ۲        |
| بوداپست ایرکرفت سرویس                                | فرودگاه سونلینا | ۲        |
| CityJet اجرا توسط هواپیمایی اسکاندیناوی              | فرودگاه گوتنبرگ-لاندوتر، فرودگاه گاردرموئن اسلو | ۱        |
| کرندون ایرلاینز                                      | چارتر فصلی: فرودگاه آنتالیا، فرودگاه میلاس-بودروم، غازی‌پاشا | ۲        |
| چک ایرلاینز                                          | فرودگاه پراگ رازیون | ۲        |
| فن‌ایر                                                | فرودگاه اسخیپول آمستردام، فرودگاه بین‌المللی سووارنابومی، فرودگاه بارسلونا-ال پرات، فرودگاه بین‌المللی پکن، فرودگاه برلین تگل، فرودگاه بروکسل، فرودگاه بین‌المللی بوداپست فرنک لیست، فرودگاه بین‌المللی چنگچینگ ییانگبی، فرودگاه کپنهاگ، فرودگاه بین‌المللی ایندیرا گاندی، فرودگاه بین‌المللی دوسلدورف، فرودگاه بین‌المللی فرانکفورت، فرودگاه بین‌المللی ژنو، فرودگاه گوتنبرگ-لاندوتر، فرودگاه هامبورگ، فرودگاه بین‌المللی هنگ کنگ، فرودگاه ایوالو، فرودگاه یوئنسو، فرودگاه کیتیلا، فرودگاه بین‌المللی جان پل دوم کراکوف-بالیس، فرودگاه کوپیو، فرودگاه کوسامو، فرودگاه هیترو لندن، فرودگاه مادرید-باراخاس، فرودگاه مالاگا، فرودگاه منچستر، فرودگاه بین‌المللی میامی، فرودگاه میلانو مالپنسا، فرودگاه بین‌المللی شرمتیوو، فرودگاه مونیخ، فرودگاه بین‌المللی چوبو سنترایر، فرودگاه بین‌المللی جان اف کندی، فرودگاه بین‌المللی کانزای، فرودگاه گاردرموئن اسلو، فرودگاه اولو، فرودگاه شارل دوگل پاریس، فرودگاه پراگ رازیون، فرودگاه لئوناردو دا وینچی-فیومیچینو، فرودگاه رونیمی، فرودگاه پالکوو، فرودگاه بین‌المللی اینچئون، فرودگاه بین‌المللی شانگهای پودنگ، فرودگاه چانگی سنگاپور، فرودگاه استکهلم-آرلاندا، فرودگاه بین‌المللی بن گوریون، فرودگاه بین‌المللی ناریتا، فرودگاه واسا، فرودگاه بین‌المللی وین، فرودگاه بین‌المللی ویلنیوس، فرودگاه شوپن ورشو، فرودگاه کولتسوو، فرودگاه زوریخ فصلی: فرودگاه آنتالیا، فرودگاه بین‌المللی آتن، فرودگاه فلسلند برگن، فرودگاه بیاریتس – انگلت – بییون، فرودگاه کاتانیا-فونتاناروسا، فرودگاه بین‌المللی خانیا، فرودگاه بین‌المللی اوهر شیکاگو، فرودگاه دالامان، فرودگاه بین‌المللی آل مکتوم، فرودگاه بین‌المللی دوبی، فرودگاه دوبروونیک، فرودگاه ادینبرو (آغاز از ۱۸ آوریل ۲۰۱۶)، فرودگاه فوئرته‌ونتورا، فرودگاه فوکوئوکا (آغاز از ۷ مه ۲۰۱۶)، فرودگاه مادیرا، فرودگاه قاضی پاشا، فرودگاه گرن کناریا، فرودگاه بین‌المللی بایون گوآنگجو (ازسرگیری از ۶ مه ۲۰۱۶)، فرودگاه بین‌المللی هراکلین، فرودگاه سایگون، فرودگاه اینسبروک، فرودگاه بین‌المللی جزیره کوس، فرودگاه کرابی، فرودگاه لانزاروته، فرودگاه لیوبلیانا، فرودگاه بین‌المللی مالت، فرودگاه بین‌المللی میتیلن (آغاز از ۲۵ مه ۲۰۱۶)، فرودگاه ناپل، فرودگاه نیس کوت دازور، Ovda، فرودگاه بین‌المللی پافوس، فرودگاه پالما د مایورکا، فرودگاه بین‌المللی پوکت، فرودگاه گالیله، فرودگاه ملی اکتیون (آغاز از ۱۳ ژوئن ۲۰۱۶)، فرودگاه پولا (آغاز از ۲۰ ژوئن ۲۰۱۶)، فرودگاه بین‌المللی رود، فرودگاه فدریکو فلینی (آغاز از ۱۴ مه ۲۰۱۶)، زالتسبورگ، فرودگاه ملی سادورینی (تیرا) (آغاز از ۷ مه ۲۰۱۶)، فرودگاه ملی جزیره اسکیاتوس (آغاز از ۲۳ ژوئن ۲۰۱۶)، فرودگاه اسپلیت، فرودگاه تنریف شمالی، فرودگاه تنریف جنوبی، فرودگاه وارنا (آغاز از ۱۰ ژوئن ۲۰۱۶)، فرودگاه ونیز مارکو پولو، فرودگاه ورونا (آغاز از ۴ ژوئن ۲۰۱۶)، فرودگاه بین‌المللی شی‌آن شیان‌یانگ، فرودگاه بین‌المللی زاکینثوس (آغاز از ۱۴ ژوئن ۲۰۱۶) چارتر فصلی: فرودگاه اگادیر المسیره، فرودگاه بین‌المللی حیدر علی‌اف، فرودگاه دابولیم، فرودگاه بین‌المللی خوزه مارتی، فرودگاه ملی جزیره کارپتاس، فرودگاه مورمانسک، فرودگاه بین‌المللی گریگوریو لوپرون | ۲        |
| فن‌ایر اجرا توسط نوردیک رجیونال ایرلاینز              | فرودگاه برلین تگل، فرودگاه بیلاند (آغاز از ۴ آوریل ۲۰۱۶)، فرودگاه بروکسل، فرودگاه بین‌المللی بوداپست فرنک لیست، فرودگاه کپنهاگ، فرودگاه دوبلین، فرودگاه بین‌المللی دوسلدورف، فرودگاه ادینبرو (آغاز از ۱ نوامبر ۲۰۱۶)، فرودگاه بین‌المللی فرانکفورت، فرودگاه گدایسک لخ والسا، فرودگاه بین‌المللی ژنو، فرودگاه گوتنبرگ-لاندوتر، فرودگاه هامبورگ، فرودگاه یوئنسو، فرودگاه یواسکیلا، فرودگاه کایانی، فرودگاه کمی تورنیو، فرودگاه کوکولا-پیتارساری، فرودگاه کوپیو، فرودگاه کوسامو، فرودگاه منچستر، فرودگاه ماریاهام، فرودگاه مونیخ، فرودگاه گاردرموئن اسلو، فرودگاه اولو، فرودگاه شارل دوگل پاریس، فرودگاه پراگ رازیون، فرودگاه بین‌المللی ریگا، فرودگاه پالکوو، فرودگاه استکهلم-آرلاندا، فرودگاه استکهلم-بروما، فرودگاه لنارت مری تالین، فرودگاه تامپره-پریکالا، فرودگاه تارتو، فرودگاه تورکو، فرودگاه واسا، فرودگاه بین‌المللی وین، فرودگاه بین‌المللی ویلنیوس، فرودگاه شوپن ورشو، فرودگاه زوریخ فصلی: فرودگاه انونتکیو، فرودگاه بین‌المللی قازان، فرودگاه لانگیر سوالبارد (آغاز از ۱ ژوئن ۲۰۱۶)، فرودگاه بین‌المللی کورومچ، فرودگاه ترومسا، فرودگاه ویزبه | ۲        |
| فری‌برد ایرلاینز                                      | چارتر فصلی: فرودگاه آنتالیا، فرودگاه بین‌المللی صبیحه گوکچن | ۲        |
| جت تایم                                              | چارتر: فرودگاه آنتالیا، فرودگاه میلاس-بودروم، فرودگاه بورگاس، فرودگاه بین‌المللی کورفو، فرودگاه دالامان، فرودگاه فوئرته‌ونتورا، فرودگاه قاضی پاشا، فرودگاه بین‌المللی هراکلین، فرودگاه بین‌المللی غردقه، فرودگاه ایبیزا (اسپانیا)، فرودگاه بین‌المللی کاوالا، فرودگاه بین‌المللی جزیره کوس، فرودگاه لانزاروته، فرودگاه منورکا، فرودگاه بین‌المللی مرسی عالم، فرودگاه پالما د مایورکا، فرودگاه بین‌المللی رود، فرودگاه اسپلیت، فرودگاه بین‌المللی زاکینثوس | ۲        |
| GO! Aviation                                         | فرودگاه کوپیو، فرودگاه لنارت مری تالین | Business |
| Gotlandsflyg اجرا توسط براتنس رجیونال                | فصلی: فرودگاه ویزبه | ۱        |
| ایسلندایر                                            | فرودگاه بین‌المللی کفلاویک | ۲        |
| خطوط هوایی ژاپن                                      | فرودگاه بین‌المللی ناریتا | ۲        |
| کی‌ال‌ام                                               | فرودگاه اسخیپول آمستردام | ۲        |
| لوفت‌هانزا1                                           | فرودگاه بین‌المللی فرانکفورت، فرودگاه مونیخ | ۱        |
| نروژین ایر شاتل                                      | فرودگاه آلیکانته-الچه، فرودگاه بارسلونا-ال پرات، فرودگاه بین‌المللی بوداپست فرنک لیست، فرودگاه کپنهاگ، فرودگاه گاتویک، فرودگاه مادرید-باراخاس، فرودگاه مالاگا، فرودگاه گاردرموئن اسلو، فرودگاه اولو، فرودگاه اورلی، پراگ، فرودگاه لئوناردو دا وینچی-فیومیچینو، فرودگاه رونیمی، فرودگاه استکهلم-آرلاندا فصلی: فرودگاه بین‌المللی آتن، فرودگاه بورگاس، فرودگاه بین‌المللی خانیا، کورفو، فرودگاه بین‌المللی دوبی، فرودگاه دوبلین، فرودگاه دوبروونیک، فرودگاه گرن کناریا، فرودگاه ایوالو، فرودگاه کیتیلا، فرودگاه بین‌المللی لارناکا، فرودگاه نیس کوت دازور، فرودگاه پالما د مایورکا، فرودگاه پولا، فرودگاه بین‌المللی رود، فرودگاه زالتسبورگ، فرودگاه اسپلیت، فرودگاه تنریف جنوبی، فرودگاه ونیز مارکو پولو | ۲        |
| نوول‌ایر                                              | چارتر فصلی: فرودگاه بین‌المللی النفیضه حمامات | ۲        |
| پریمرا ایر                                           | فصلی: فرودگاه گرن کناریا، فرودگاه تنریف جنوبی | ۲        |
| قطر ایرویز                                           | فرودگاه بین‌المللی حمد (آغاز از ۱۰ اکتبر ۲۰۱۶) | ۲        |
| هواپیمایی اسکاندیناوی2                               | فرودگاه کپنهاگ، فرودگاه گاردرموئن اسلو، فرودگاه استکهلم-آرلاندا فصلی: فرودگاه اسپلیت چارتر فصلی: فرودگاه کیتیلا، فرودگاه زالتسبورگ، فرودگاه تورین کاسله | ۱        |
| Severstal Aircompany                                 | فرودگاه چرپووتس | ۲        |
| سان اکسپرس                                           | فصلی: فرودگاه عدنان مندرس | ۲        |
| سوئیس اینترنشنال ایرلاینز                            | فرودگاه زوریخ (پایان در ۳۰ آوریل ۲۰۱۶) | 1        |
| سوئیس اینترنشنال ایرلاینز اجرا توسط Helvetic Airways | فرودگاه زوریخ (پایان در ۳۰ آوریل ۲۰۱۶) | 1        |
| تاپ پرتغال                                           | فرودگاه لیسبون پورتلا | ۱        |
| Thomas Cook Airlines Scandinavia                     | چارتر فصلی: فرودگاه بین‌المللی بانجول، فرودگاه بین‌المللی خانیا، فرودگاه مادیرا، فرودگاه گرن کناریا، فرودگاه بین‌المللی لارناکا، فرودگاه پالما د مایورکا، پروزا، رودس، فرودگاه تنریف جنوبی، فرودگاه وارنا | ۲        |
| تی‌یوآی‌فلای                                           | فصلی: فرودگاه گرن کناریا | ۲        |
| تی‌یوآی‌فلای نوردیک                                    | چارتر فصلی: فرودگاه فرتیلیا، فرودگاه آنتالیا، بوآ ویستا، کیپ ورد، فرودگاه کاتانیا-فونتاناروسا، فرودگاه بین‌المللی خانیا، فرودگاه گرن کناریا، فرودگاه بین‌المللی جزیره کوس، فرودگاه کرابی، فرودگاه لانزاروته، فرودگاه بین‌المللی لارناکا، فرودگاه پالما د مایورکا، فرودگاه بین‌المللی پوکت، فرودگاه بین‌المللی رود، فرودگاه بین‌المللی امیلکر کبرل، فرودگاه بین‌المللی سمس، فرودگاه اسپلیت (آغاز از ۶ مه ۲۰۱۶)، فرودگاه تنریف شمالی، فرودگاه تنریف جنوبی | ۲        |
| تی‌یوآی‌فلای نوردیک اجرا توسط Thomson Airways          | چارتر فصلی: فرودگاه بین‌المللی کانکون، کینتانا رو، فرودگاه بین‌المللی باندرانیکی، فرودگاه کرابی، فرودگاه بین‌المللی سر سیوساگور رامگولام، فرودگاه بین‌المللی سنگستر | ۲        |
| ترکیش ایرلاینز                                       | فرودگاه بین‌المللی آتاترک | ۲        |
| هواپیمایی بین‌المللی اوکراین                          | فرودگاه بین‌المللی بوریسپیل | ۲        |
| اورال ایرلاینز                                       | فصلی: فرودگاه کولتسوو (آغاز از ۲۷ مه ۲۰۱۶) | ۲        |
| ویولینگ                                              | فرودگاه بارسلونا-ال پرات | ۱        |